# Berijpte veldridderzwam
De berijpte veldridderzwam (Melanoleuca subpulverulenta) is een schimmel behorend tot de familie Tricholomataceae. Hij leeft saprotroof op humeuze bodems in loof- en gemengde bossen op min of meer voedselrijke, meestal zandige bodems; ook vermeld van zandige plekken in de kustduinen.

## Kenmerken

### Uiterlijke kenmerken
Hoed
Het is een vrij forse, licht grijsbruine soort. De hoed heeft een diameter van 4 tot 8 cm en de kleur is asgrijs. 
Steel
De steel heeft een lengte van 60–100 mm en een dikte van 7–12 mm en is gezwollen aan de basis. 
Lamellen
De lamellen zijn subdecurrent en de kleur is wit of crème. 

### Microscopische kenmerken
De sporen zijn elliptisch en 6–8 × 4–5 µm groot. De cystidia zijn flesvormig met een zeer hoge hals en ongesepteerd.

## Vergelijkbare soorten
Deze paddenstoel lijkt op de zwartwitte veldridderzwam, maar volgens de Ecologische Atlas heeft deze laatste genoemde soort een sterk berijpte hoed en wat grotere sporen (6,5-10 x
5-6 µm).

## Verspreiding
In Nederland komt de berijpte veldridderzwam zeer zeldzaam voor. 